# 黑翅椋鸟
黑翅椋鸟（學名：Acridotheres melanopterus）為八哥科八哥屬下的一個種，原產於印尼。

## 分佈
它的自然棲息地是熱帶乾旱森林，熱帶乾旱灌叢，熱帶濕潤灌木和草場，從海平面到2400米。

## 外部連結
- BirdLife Species Factsheet.